# 社会分工论
《社会分工论》（法語：De la division du travail social），为法国社会学家爱米尔·涂尔干的博士论文，该著作于1893年出版，是社会学的重要著作。
该书中主要阐述社会团结与社会整合为一种社会事实，该事实独立存在于个人之外，并具有独特特征，而分工的真正功能是在兩個人或者更多人之間創造出一種連帶感，即集體意識。

## 集体意识
集体意识是社会事实的“运动状态”。
1. 通篇貫穿分工論的關鍵概念就是「集體意識」[2]。有機連帶社會並非集體意識共同性降低，應該認識為，構成新的集體意識與社會連帶關係（有別於機械連帶），所以像道德並非不重要，而是出現新的道德。
2. 分工類型的轉變僅是組成方式的不同，由過去較為分立（小團體易於林立）的方式，轉而向更細密分工，但是社會各部分更需要緊密合作的有機連帶方式，一如身體器官，各司其職，機能各自不同。
3. 延續1與2點，突顯有機社會其實更需要集體意識，因為單部分分工者，無法完成自身所有需求，唯有統合在更大的集體意識下，才能完整的構成社會，這一點，在機械社會裡面，集體意識需求的規模並不需要這麼高。

## 机械团结与有机团结
在《社会分工论》裡，涂爾幹认为只有社会成员间存在一定的向心力，即“团结”（或稱「連帶」），作为成员集合体的社会才能存在。他进一步将社会团结分成“机械”与“有机”二种。
機械社會是一種較為初始的狀態。在這樣的社會中，人們有共同的價值、信仰、規範，彼此共享的集體意識十分強烈，集體意識與個人意識沒有很大的差異。而由于社会分工较为原始，成员个体间的職業也多半或少有非常相似的性質，這樣在每個人之間的“同質性”造成了集體情感共享的源頭。高度同质化的社会意识，犹如强大的机械力将社会成员固定在相对恒定的位置，維持着社会的穩定。在机械社会中，懲罰主要针对破坏或挑战社会同质性的行为，故大多是殘酷的鎮壓性刑罰，如教会法。中世纪的欧洲和传统的儒家社会，就是机械团结的典型。
涂爾幹认为，道德是集体意识的反应，而法律则是社會藉由道德的实体化而維持團結的一種努力。機械社會之後，文明不斷擴張，社會職能也日益扩大，人口的增加導致物質（每平方公里人口數）跟道德（社會交往頻率）密度增加，產生競爭生存物資的狀態，如果不用戰爭去解決競爭壓力，只能透過社會分工維持社會穩定。日趋复杂精密的社会分工，将各集團的人們納入其中。透過分工，不同集團的人亦逐渐相互依賴。依照涂爾幹自己的比喻，人们就像身體的各個器官一樣相互依賴，社会也因而转入“有机团结”。集体意识逐渐现实化、世俗化，个人价值凸显。法律亦由镇制性转为赔偿性，民法、商法等得到了发展。
在由机械社会向有机社会的转型中，传统集体意识的淡化影响了部分社会成员的人生定位，从而导致了“失範（anomie）”的产生。涂爾幹认为，机械团结到有機团结是歷史的必然趨勢，而分工事實上增進了人的團結與幸福。

## 反常的分工
涂尔干虽然认可分工可以带来社会团结，但也指出反常的分工形式将造成截然相反的结果。。在书中，他指出了劳动分工的三种“最普通和最重要的”反常形式：
1. 失范的分工。在这种状况下，各个机构、部门间的关系尚未得到规定（相应社会规范没有形成）和调节。并由此带来了诸如包括经济危机，劳资冲突等等问题。
2. 强制的分工。其中又包含了两种情况，一是社会通过某种强制手段迫使人们接受某种违反等价交换原则的分工形式（如种姓制度和阶级制度等不平等关系带来的强制分工）；二是人们接受了嗜好和能力与其不相匹配的工作岗位。
3. 不适当的分工。由于分工规范不够合理，使得个人活力不能得到充分发挥。在这种情况下，有的人工作任务非常饱满，充满活力，而有的人任务不够或者冗余，活力不足，所以尽管分工非常细致，整个分工体系却难以和谐运转。

在上面三种反常形式中，失范的分工被涂尔干认为是当时社会危机最主要的根源，需要在现代社会基础上重建集体意识和社会规范以消除社会失范状态。

## 延伸推理
安東尼·紀登斯（Anthony Giddens，1972）指出，這兩種社會中的集體意識可以區分成四個面向
：
- 數量（volume）：指的是被集體意識所涵蓋的人的數量。
- 強度（intensity）：個體感受到集體意識的深刻程度。
- 硬度（rigidity）：集體意識被定義的明確度。
- 內容（content）：集體意識於兩種社會類型中所採取的形態。

### 集體意識的四個面向
| 連 帶 類 型 | 數 量    | 強 度 | 硬 度 | 內 容        |
| 機械的      | 全社會   | 高    | 高    | 宗教的       |
| 有機的      | 特殊團體 | 低    | 低    | 道德個體主義 |